# イギリス鉄道68形ディーゼル機関車

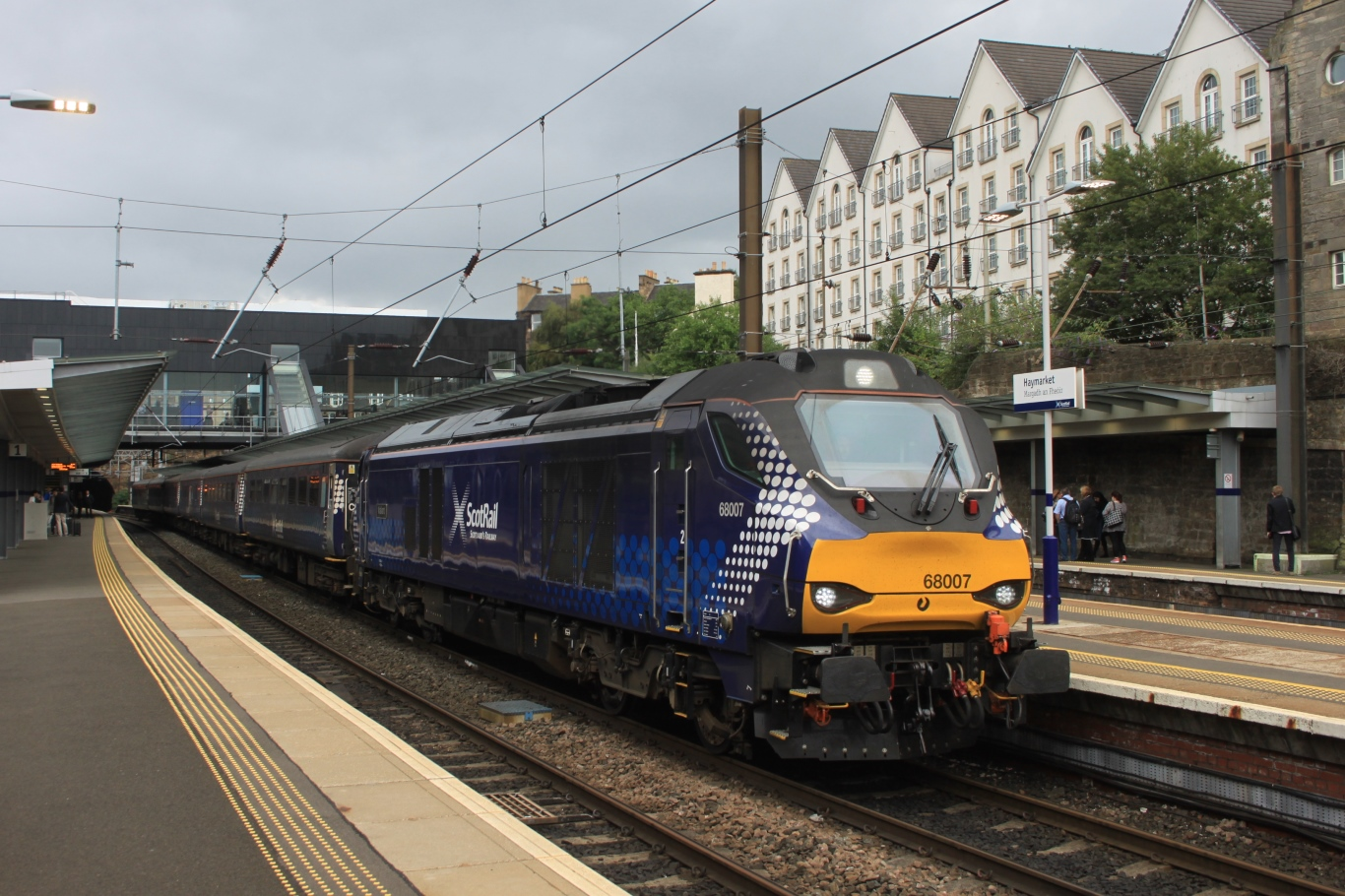
スコットレールの68形

イギリス鉄道68形ディーゼル機関車（British Rail Class 68）は、2013年に登場したイギリス向け客貨両用ディーゼル機関車である。

## 導入
2012年、ダイレクト・レール・サービス（DRS）は160km/hで走行可能な客貨両用の機関車をフォスロに15両発注し、スペイン・バレンシアの工場（元アルストム工場）で製造された。2013年末に最初の車両が納入された。2015年に7両、2017年に2両が追加発注されている。
フォスロの機関車設計規格「Eurolight」を採用しており、製品名は「UKLight」である。フォスロの鉄道車両製造部門は、2015年末にシュタッドラー・レールが買収している。

## 運用
ダイレクト・レール・サービス（DRS）が導入、同社より一部車両が以下の運行会社に貸し出されている。
- アベリオ・スコットレール
- チルターン・レイルウェイズ[8]
- トランスペナイン・エクスプレス[9]